# 金额啄木

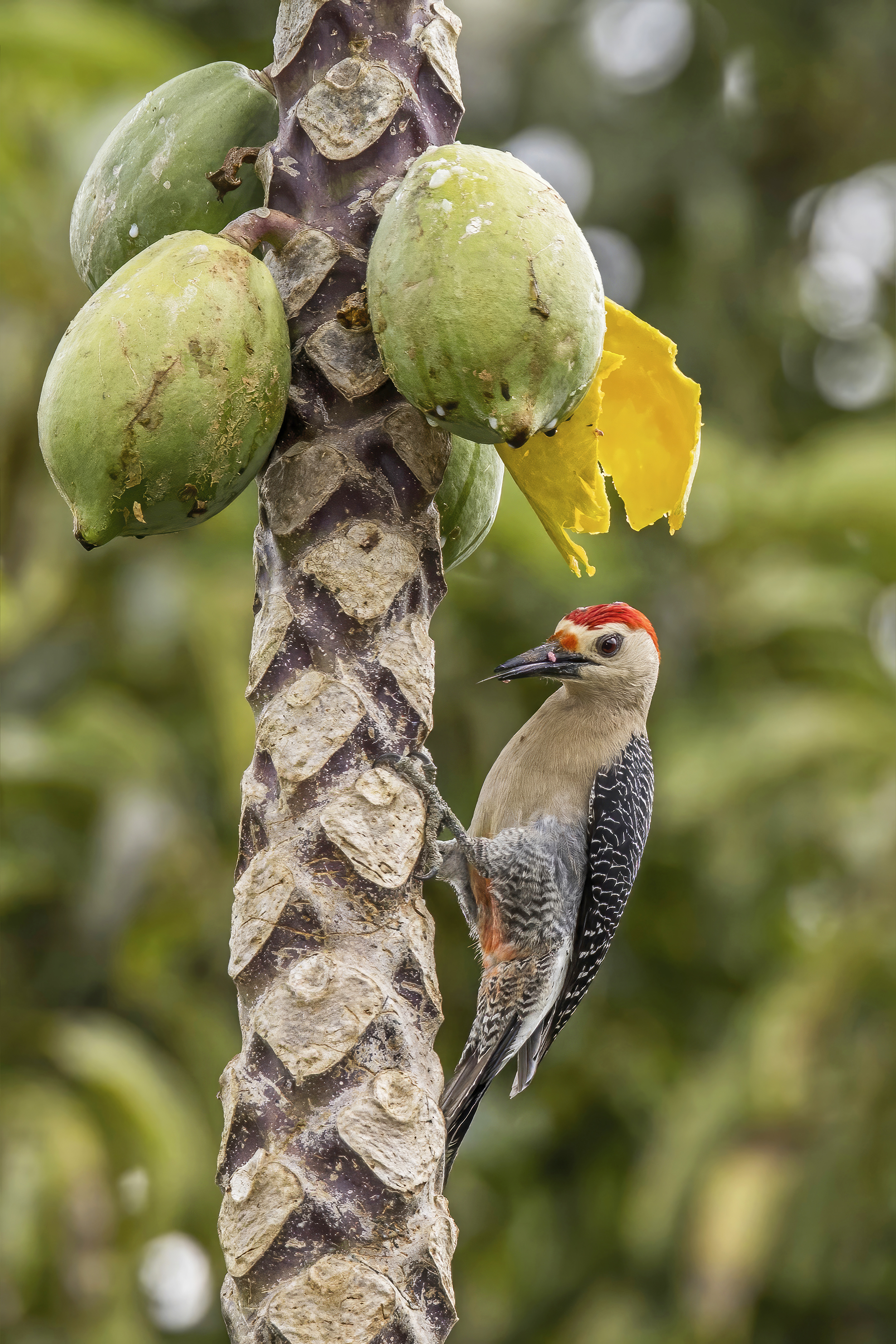
木瓜上的雄性維拉克斯啄木鸟

是啄木鸟科食果啄木鳥屬中的一种鸟类。 該鳥主要分布于美国南部、墨西哥和中美洲。

## 分類學與系統學
該物種的分類學地位仍未完全確定。美國鳥類學會、克萊門斯分類法及國際鳥類學會的世界鳥類名錄 (HBW) 將其列為十二個亞種之一。國際鳥類學委員會將其視為單型種，并将其他11个亚种归类为维拉氏啄木（Melanerpes santacruzi）。

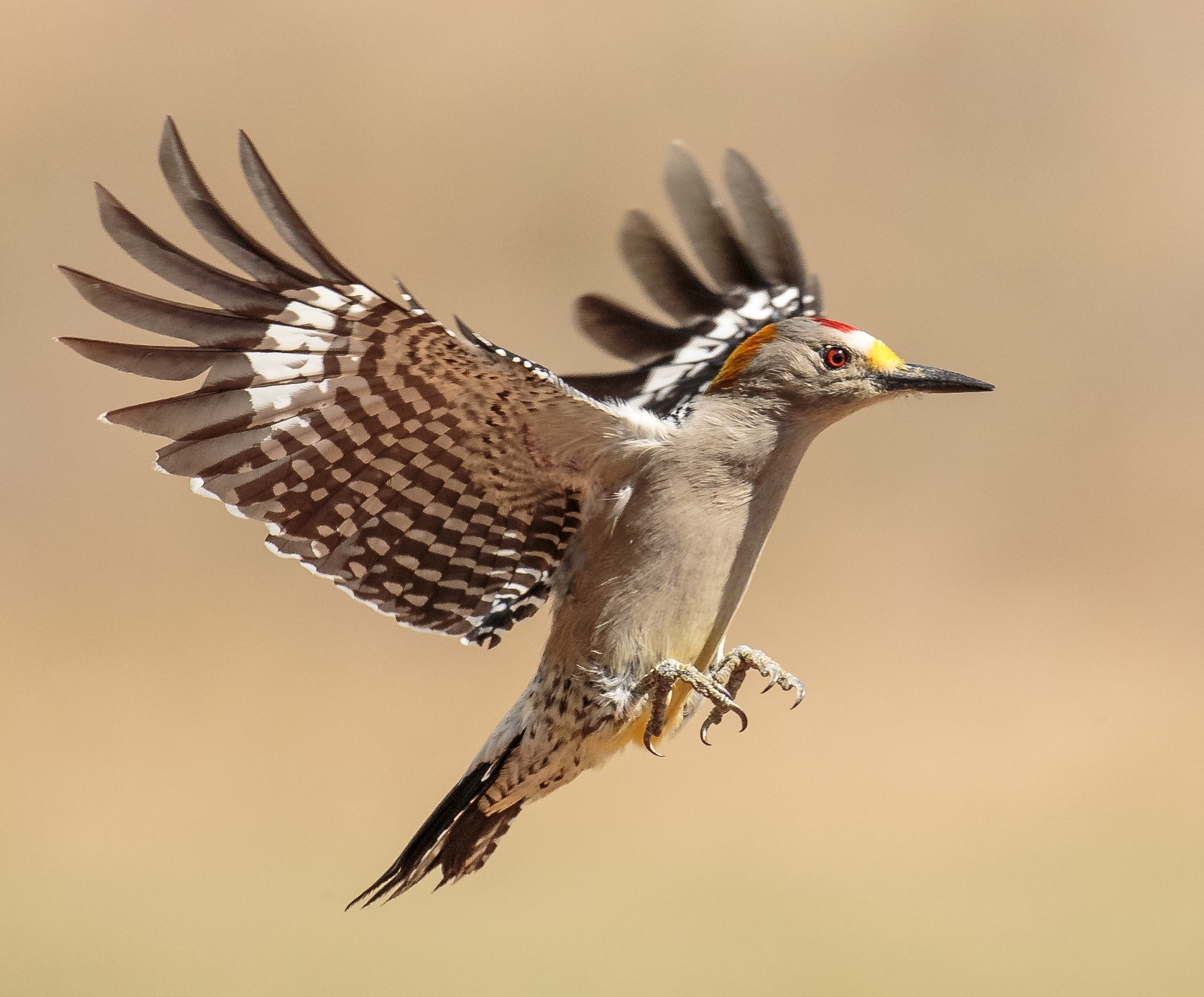
飛行中的啄木鳥,德克薩斯州

## 描述
該鸟体长約22～26公分，体重約65～102公克。雄鳥與雌鳥羽毛顏色一致，僅頭部圖樣略有差異。成年雄鳥具有紅色冠羽及金橙色或黃色頸部，兩者間存有間隔；而雌鳥則為灰色冠羽及淺黃色頸部。成鳥頭部及其他部位的羽毛呈現多種灰色調。其上半身主要為黑白相間的條紋，尾部覆羽為白色並帶有黑色斑點。翅膀羽毛為黑色，主羽則帶有不同深淺的灰白色。尾羽主要為黑色，外側三對羽片帶有不同程度的白色。下體呈灰或灰褐色，腹部兩側及尾下覆羽具有深灰色條紋，腹部中央有一塊黃色斑塊。其眼呈深紅或紅褐色，喙為黑色或灰色，腿及腳則為灰綠或灰褐色。幼鳥體色較成鳥暗淡，頸部橙色幾近全無，上半身條紋不明顯，下半身則帶有細緻條紋。雄性冠羽呈現紅色並帶有細小斑點，而雌性則僅有少量紅色斑點。

## 分布與棲息地
該鳥主要分布於俄克拉荷馬州西南部及德克薩斯州中部，並延伸至墨西哥高原，涵蓋哈利斯科州、聖路易斯波托西州及伊達爾戈州。偶見於新墨西哥州，並可能向北或向東遷徙。其主要棲息地為潮濕及乾旱的生態環境，尤其偏好乾旱地區，包括豆科灌木叢和河岸林地，亦常見於城市公園及郊區。

## 行為

### 定居
該鳥類長期棲息於同一地點。

### 攝食
此物種食性廣泛，主要以節肢動物為食，包括成蟲及幼蟲，亦會攝取飛行性昆蟲、水果、堅果及玉米等。觀察記錄顯示，其亦有捕食其他鳥類鳥蛋之行為。此物種主要於樹上覓食，偏好較粗樹枝，活動範圍通常侷限於離地6米以下。亦可在開闊地面或草地覓食，但灌叢地區覓食行為較少見。其覓食方式包含啄食、撿拾、探測及少量空中捕獵。

### 繁衍
此鳥通常終年維持配對狀態，並於非繁殖季節亦積極保衛領域。於德州地區，其繁殖季節一般介乎3月至7月，每年約可育雛兩窩。巢穴由雌雄共同於活樹或枯木之樹幹及樹枝上挖掘而成，亦偶見其利用電線桿、圍欄及鳥巢箱。巢穴高度通常介於離地2至9公尺之間。巢穴多含4至5枚鳥蛋，孵蛋工作則由雌雄共同分擔。孵化期約为12至14天，雏鸟將在出壳後约30天后离巢。

### 金額啄木的聲響
金额啄木鸟鸣叫声尖锐刺耳，通常发出连续的「kirrr」或重音的「tigtig」声。其啄木声短暂而缓慢。

## 物種狀態
根据《世界鸟类名录》，國際自然保護聯盟（IUCN）並未針對金額啄木鳥和維拉克斯啄木鳥分別進行狀態評估。綜合評估結果顯示，金額啄木鳥被評定為無危物種，族群數量穩定。其在德克薩斯州大部分地區普遍存在，墨西哥地區則相對較少。該物種展現出良好的環境適應能力，常見於公園及都會區。

## 外部連結
- 维基共享资源上的相關多媒體資源：金额啄木
- 維基物種上的相關：金额啄木